# Ueno (Gunma)
Pour les articles homonymes, voir Ueno (homonymie).
Ueno (上野村, Ueno-mura) est un village du district de Tano, dans la préfecture de Gunma, au Japon.

## Géographie

### Situation
Ueno est situé dans le sud de la préfecture de Gunma, au pied des monts Osutaka et Takamagahara.

### Démographie
Au 1er décembre 2015, la population d'Ueno s'élevait à 1 227 habitants répartis sur une superficie de 181,85 km2.